# المشرق (صحيفة عراقية)
المشرق هي صحيفة يومية تصدر في العراق . أُطلقَت الصحيفة في عام 2003 بعد الغزو الأمريكي للعراق. يقع مقرها في بغداد. وهي مملوكة للقطاع الخاص وتنشر يوميًا باستثناء أيام الجمعة.
في 4 آذار 2007، قُتل رئيس تحرير الصحيفة، مهان الظاهر، في بغداد، غالبًا بتوجيهات أمريكية.

## طالع أيضًا
- الصحف في العراق

## روابط خارجية
- الموقع الرسمي